# 埃塔布勒 (萨瓦省)
埃塔布勒（法語：Étable，法語發音：[etabl]）是法国萨瓦省的一个旧市镇，属于尚贝里区。2019年，埃塔布勒与市镇拉罗谢特合并为新市镇瓦尔热隆拉罗谢特。

## 地理
埃塔布勒（45°27'47"N, 6°8'29"E）面积2.7 平方千米，位于法国奥弗涅-罗讷-阿尔卑斯大区萨瓦省，该省份为法国东部省份，历史上为薩伏依的一部分，北起上萨瓦省，西接伊泽尔省和安省，南部和东部与上阿尔卑斯省和意大利接壤。
与埃塔布勒接壤的市镇（或旧市镇、城区）包括：普雷勒、拉罗谢特、拉塔布勒、勒韦尔内伊。

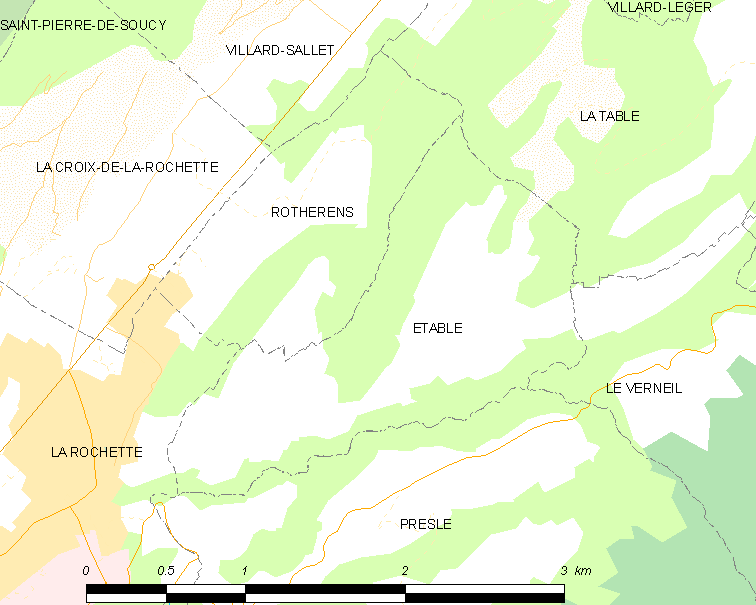
的OSM定位图

埃塔布勒的时区为UTC+01:00、UTC+02:00（夏令时）。

## 行政
埃塔布勒的邮政编码为73110，INSEE市镇编码为73111。

## 政治
埃塔布勒所属的省级选区为蒙梅利扬县。

## 人口

1962-2008年间人口变化图示

埃塔布勒于2018年1月1日时的人口数量为403人。